# La Source (personnage)
Pour les articles homonymes, voir La Source.
La Source est un personnage fictif de la série télévisée Charmed. Il s'agit d'un démon qui est le dirigeant des enfers au cours des quatre premières saisons de la série. Sa première apparition est dans l'épisode Adieux ; son visage était caché. 
Il est le chef des enfers et règne sur l'ensemble des créatures démoniaques. Tout démon peut devenir la Source s'il parvient à s'emparer du trône et à prêter serment sur le Livre Du Mal, le seul à pouvoir conférer les pouvoirs de la Source à un démon. Une lutte se déroule en enfer pour prendre le pouvoir, et la Source doit aussi se méfier du Pouvoir des Trois qui lui fait obstacle. C'est pourquoi, il charge la Triade, un groupe de trois puissants démons, d'éliminer les trois sœurs. Mais la Triade est vaincue par Balthazar. Devant ce retournement de situation, la Source apparait à San Francisco lorsque la magie est découverte par le monde des mortels. Il accepte d'aider le Bien dans le but d'éliminer le Pouvoir des Trois et d'étendre son propre pouvoir. Il parvient à faire tuer Prue Halliwell par Shax ce qui lui permet d'assoir son pouvoir sur les enfers, mais son autorité est remise en cause lorsque Paige apparait et reforme le Pouvoir des Trois aidant ses sœurs à tuer Shax. La Source n'a alors de cesse d'attaquer les trois sœurs, et parfois lui-même, pour retrouver son autorité. Mais il est vaincu et se réincarne dans le corps de Cole Turner. Ce dernier, bien que sous l'emprise de la Source, parvient à le contrôler grâce à l'amour qu'il porte à Phoebe, mais il est détruit, et la Source avec lui. L'enfant de la Source est détruit peu après avec la Prophétesse qui voulait devenir la nouvelle Source et remettre de l'ordre dans les enfers. La Source réapparait grâce à un sort au cours de la saison 8, mais les trois sœurs ont rapidement raison de lui.

## Pouvoirs
La Source possède de nombreux pouvoirs démoniaques. Les principaux sont le lancer de boules de feu, la téléportation (avec des flammes), la manipulation des flammes, le changement de forme et d'apparence, la convocation des démons et d'êtres malfaisants, le contrôle d'esprit, la possession, la télékinésie, et la capacité à faire apparaître ou disparaître des objets.